# Hydrangea sikokiana
Hydrangea sikokiana är en hortensiaväxtart som beskrevs av Carl Maximowicz. Hydrangea sikokiana ingår i släktet hortensior, och familjen hortensiaväxter. Inga underarter finns listade i Catalogue of Life.